# 샌타클래라 대학교

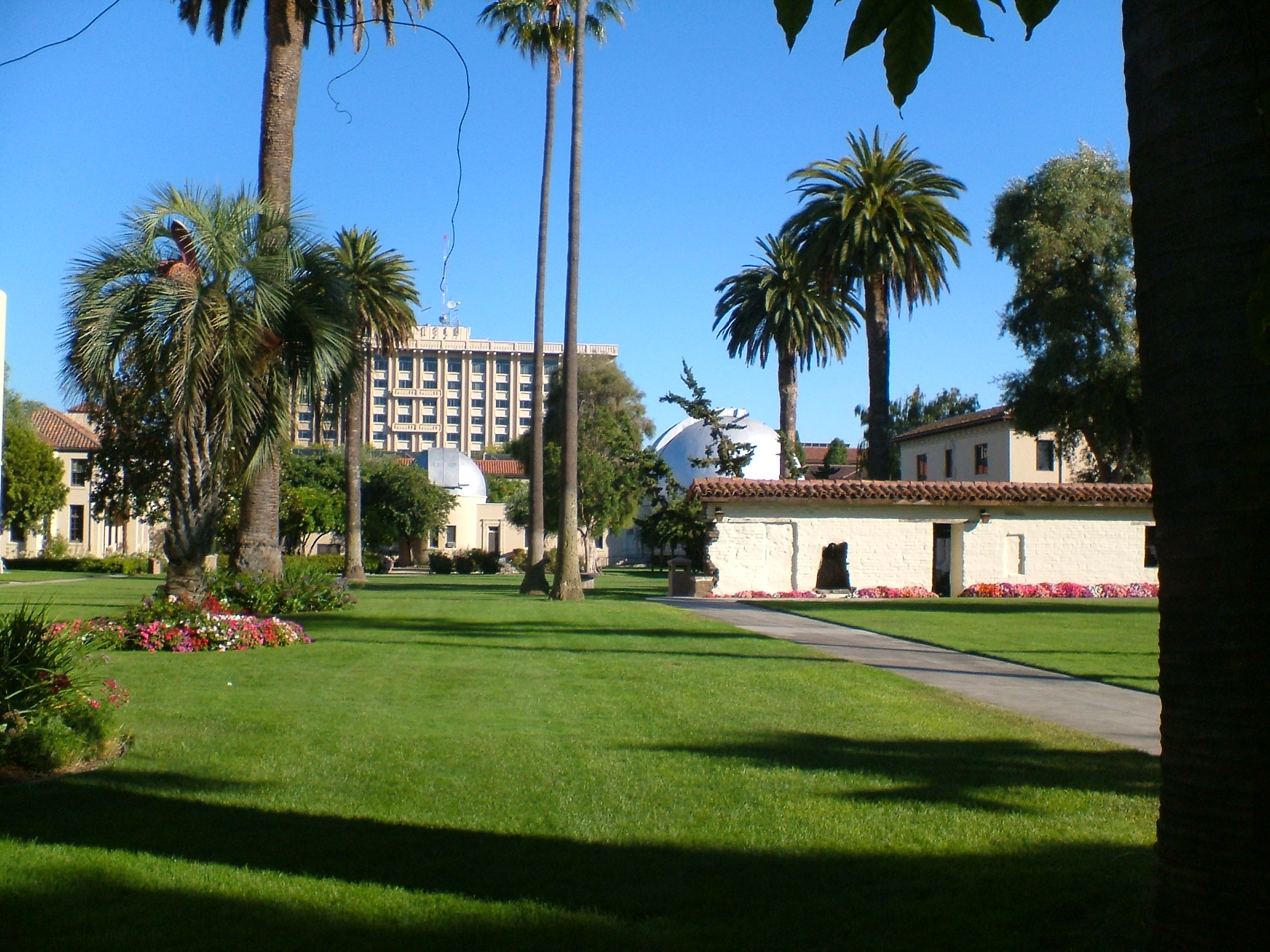

샌타 클래라 대학교(Santa Clara University)는 미국 캘리포니아 주 샌타 클래라에 있는 4년제 사립 대학교이며 1851년 첫 개교되었다.